# Adolf-Grimme-Preis 1982
Der 18. Adolf-Grimme-Preis wurde 1982 verliehen. Die Preisverleihung fand am 23. März 1982 im Theater Marl statt.
Im Rahmen der Veranstaltung wurden auch weitere Preise, unter anderem auch der „Publikumspreis der Marler Gruppe“, vergeben.

## Preisträger

### Adolf-Grimme-Preis mit Gold
- Pavel Schnabel (Buch und Regie) und Harald Lüders (Buch und Regie) (für die Sendung Jetzt – nach so viel' Jahren, HR)

### Adolf-Grimme-Preis mit Silber
- Constantin Pauli (für Buch und Regie zu Unter deutschen Dächern: Gepflegter Abschied, RB)
- Ingo Hermann (Buch und Regie), Gabriele Röthemeyer (Buch und Regie) und Klaus Gensel (Kamera) (für die Sendereihe Löwenzahn, ZDF)
- Marlies Graf (für die Sendung Behinderte Liebe, ZDF)

### Adolf-Grimme-Preis mit Bronze
- Rainer Hagen und Heiner Herde (für die Sendereihe Kopfball, NDR)
- Norbert Kückelmann (Buch und Regie) und Gerhard Gundel (Darsteller) (für die Sendung Die letzten Jahre der Kindheit, ZDF)
- Villi Hermann, Niklaus Meienberg und Hans Stürm (für Buch und Regie zu Es ist kalt in Brandenburg (Hitler töten), ZDF)

### Besondere Ehrung
- Werner Höfer (für die Prägung des Fernsehens in der Bundesrepublik und seine Verdienste  um dieses Medium)

### Ehrende Anerkennung
- Norbert Bartnik (Buch) und Wilfried Dotzel (Buch und Regie) (für die Sendung Gute Reise, HR)
- Ernst Klee und Bernd Liebner (für Buch und Regie zu Verspottet, SFB)
- Wolf Gauer und Jorge Bodanzky (für Buch und Regie zu Drittes Jahrtausend, ZDF)
- Joachim Dennhardt (für die Regie bei Götter, Gräber und Experten, WDR)
- Norbert Kückelmann (Buch) und Stephan Meyer (Buch und Regie) (für die Sendung Die Knapp-Familie: Die Gretelfrage, ZDF)
- Hans-Josef Dreckmann und Meja Mwangi (für das Buch zu Zweimal Kenia, WDR)
- Klaus Bednarz (für die Produktion von Die hellen und die dunklen Nächte, WDR)

### Sonderpreis des Kultusministers von Nordrhein-Westfalen
- Viktoria von Flemming (für die Sendung Rene Magritte – Der bedrohte Mörder, NDR)

### Sonderpreis zur Nord-Süd-Problematik
- Horst Hano und Christian Herrendoerfer (für Buch und Regie zu Mit offenen Augen in die Katastrophe, NDR)

### Publikumspreis der Marler Gruppe
- Die letzten Jahre der Kindheit, ZDF
- Der bedrohte Mörder, NDR
- Verspottet, SFB (Sondererwähnung zum UN-Jahr der Behinderten)
- Der Krieg macht keine Pause, WDR
- Gute Reise